# Quinze Jours au désert
Quinze Jours au désert est un récit d'Alexis de Tocqueville, situé aux États-Unis, dans l'État du Michigan, entre le 19 et le 31 juillet 1831. Inédit du vivant de l'auteur, il a été publié pour la première fois en 1861 par Gustave de Beaumont dans le premier tome du recueil posthume Œuvres et correspondance inédites d'Alexis de Tocqueville édité chez Michel Lévy frères.
En 1831, Tocqueville se rend aux États-Unis avec Gustave de Beaumont sous prétexte d'y étudier le système pénitentiaire. Ce voyage leur permet notamment de visiter certaines régions, dont la région des Grands Lacs. Dans ce récit, Tocqueville porte un regard attentif sur les forêts vierges des États-Unis que défrichent les pionniers américains, une sorte d'attention pré-écologiste. Il est également attentif aux Amérindiens de la région, les Chippewa, et à leur place dans la société changeante. Il fait aussi mention de métis francophones d'origines canadienne-française, les Bois-Brûlés.
Son récit décrit également des lieux d'habitations et des comportements sociaux des pionniers américains, des métis et des Amérindiens.